# アレント・ウィレム・フェイト
アレント・ウィレム・フェイト（Arend Willem Feith、1745年 - 1782年5月24日）は、江戸時代中期に活躍した長崎オランダ商館長である。

## 経歴・人物
インド南部、オランダ領マラバールの生まれ。1762年、17歳の時にオランダ領東インド（現在のインドネシア）に移住する。
1765年（明和2年）に商務員候補として来日した。6年後の1771年（明和8年）に正式に商館長として採用され、以後1781年（安永10年）に辞任するまでイサーク・ティチングらと交代で5期務めた。勤務中は当時薩摩藩主であった島津重豪や中川淳庵、桂川甫周、林子平等の著名な学者と親交を持ち、出島で彼らの助手として活動したり、ヨーロッパの状況や文化等を彼らと対談した。また、当時滞日していたスウェーデン人のカール・ツンベルグと共に江戸幕府に仕える等江戸中期における日蘭関係の向上に貢献した。
1781年（安永10年）に任期満了になり帰国するが、翌年帰国の途中でバタヴィア（現在のジャカルタ）とマラッカ海峡間で急逝した。なお、フェイトの墓はジャカルタにある。